# Iwaniska (gmina)
Iwaniska – gmina miejsko-wiejska w województwie świętokrzyskim, w powiecie opatowskim. W latach 1975–1998 gmina położona była w województwie tarnobrzeskim.
Siedzibą gminy są Iwaniska.
Według danych z 30 czerwca 2004 gminę zamieszkiwało 7136 osób.

## Struktura powierzchni
Gmina Iwaniska położona jest we wschodniej części województwa świętokrzyskiego, w powiecie opatowskim nad rzeką Koprzywianką. 
Terytorium gminy obejmuje dwa pasma Gór Świętokrzyskich: Pasmo Wygiełzowskie (południowa część gminy) oraz Pasmo Iwańskie (północno-zachodnia i środkowa część gminy). Wschodnia część znajduje się w obrębie Wyżyny Opatowskiej, stanowiącej północno – zachodnią część Wyżyny Sandomierskiej. 
Powierzchnia gminy wynosi 105 kilometrów kwadratowych, zamieszkuje ją ok. 7200 osób. Do gminy należy 27 sołectw. Siedzibą gminy jest miejscowość Iwaniska.
Iwaniska to osada, której początki sięgają 1403 roku, kiedy to położono kamień węgielny pod budowę tutejszego kościoła parafialnego. Przez kilka stuleci osada nosiła nazwę Unieszów. 
Miejscowość rozwijała się dzięki dogodnemu położeniu na szlakach handlowych i odbywającym się targom i jarmarkom, ściągających kupców z różnych stron kraju. Na początku XVI wieku Iwaniska występują już jako miasto, a pod koniec wieku liczyły ok. 1600 mieszkańców, w tym również osoby wyznania mojżeszowego. Około 1552 roku ówcześni właściciele Iwanisk, zwolennicy reformacji przekształcili kościół w zbór protestancki. Właścicielami miejscowości w XIX wieku była rodzina Łempickich, zaś na początku XX dobra Planta – Iwaniska przeszły w posiadanie rodu Dzierżykraj – Morawskich, w których rękach pozostawały do 1945 r. W czasie I i II wojny światowej Iwaniska zostały zniszczone w znacznym stopniu. Na przełomie 1944-1945 roku przechodziła przez gminę linia frontu. Ludność wysiedlono, a miejscowość została zniszczona. Po zakończeniu działań wojennych przystąpiono do odbudowy osady. Liczba mieszkańców Iwanisk w 1946 r. wynosiła zaledwie 700 osób. Dzisiaj Iwaniska liczą około 1300 mieszkańców.
- głównym źródłem dochodów mieszkańców gminy jest rolnictwo, ukierunkowane głównie na produkcję mleka i chów trzody chlewnej
- według danych z 30 czerwca 2004 roku gminę zamieszkiwało 7136 osób
- według danych z 2004 roku gmina ma obszar 105,03 km kwadratowego, użytki rolne 76%, użytki leśne 18%, gmina stanowi 11,52% powierzchni powiatu
- gęstość zaludnienia wynosi 67,9 osób na kilometr kwadratowy
- tablice rejestracyjne – TOP
- gmina w latach 1975-–1998 była w województwie tarnobrzeskim – obecnie w świętokrzyskim

Struktura rolna w gminie:
- liczba gospodarstw i posesji ogółem – 2 937 w tym gospodarstw rolnych 2 643
- użytki rolne ogółem wynoszą – 8 367 hektara, w tym:

- grunty orne – 6 117 ha
- sady – 123 ha
- łąki – 571 ha
- pastwiska – 1 556 ha

## Historia
Gminę zbiorową Iwaniska utworzono 13 stycznia 1867 w związku z reformą administracyjną Królestwa Polskiego. Gmina weszła w skład nowego powiatu opatowskiego w guberni radomskiej i liczyła 2847 mieszkańców. Dnia 1 stycznia?/13 stycznia 1870 do gminy przyłączono pozbawione praw miejskich Iwaniska.
W okresie międzywojennym gmina należała do powiatu opatowskiego w woj. kieleckim. Po wojnie gmina zachowała przynależność administracyjną.
Jednostka została zniesiona 29 września 1954 roku wraz z reformą wprowadzającą gromady w miejsce gmin. 
Gminę przywrócono ponownie w związku z reaktywowaniem gmin 1 stycznia 1973.

## Demografia
Dane z 30 czerwca 2004:
| Opis                              | Ogółem | Ogółem | Kobiety | Kobiety | Mężczyźni | Mężczyźni |
| --------------------------------- | ------ | ------ | ------- | ------- | --------- | --------- |
| jednostka                         | osób   | %      | osób    | %       | osób      | %         |
| populacja                         | 7136   | 100    | 3502    | 49,1    | 3634      | 50,9      |
| gęstość zaludnienia (mieszk./km²) | 67,9   | 67,9   | 33,3    | 33,3    | 34,6      | 34,6      |

## Miejscowości

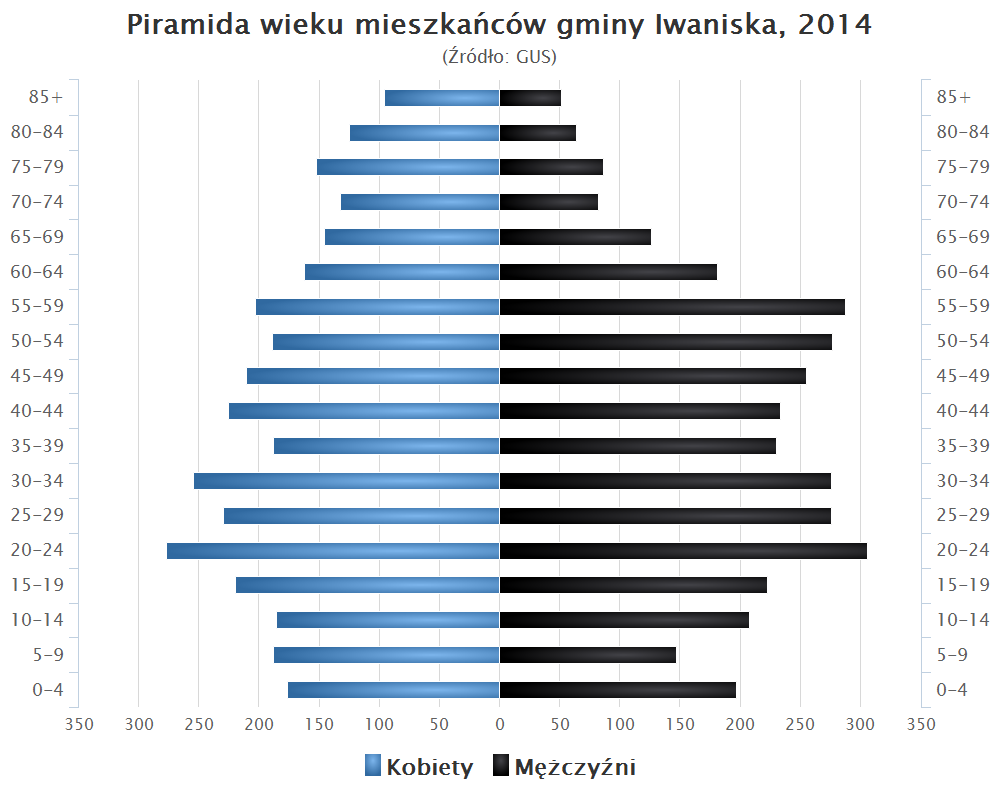
Piramida wieku mieszkańców gminy Iwaniska w 2014 roku

| Wykaz miejscowości podstawowych oraz ich części w administracji gminy Iwaniska | Wykaz miejscowości podstawowych oraz ich części w administracji gminy Iwaniska | Wykaz miejscowości podstawowych oraz ich części w administracji gminy Iwaniska | Wykaz miejscowości podstawowych oraz ich części w administracji gminy Iwaniska | Wykaz miejscowości podstawowych oraz ich części w administracji gminy Iwaniska |
| SIMC | Nazwa miejscowości                                                             | Rodzaj miejscowości                                                            | Miejscowość podstawowa                                                         | Położenie geograficzne                                                         |
| --- | ------------------------------------------------------------------------------ | ------------------------------------------------------------------------------ | ------------------------------------------------------------------------------ | ------------------------------------------------------------------------------ |
| 0793868 | Albinów                                                                        | część wsi                                                                      | Kujawy                                                                         | 50°41′47″N 21°20′11″E/50,696389 21,336389                                      |
| 0793561 | Boduszów                                                                       | wieś                                                                           |                                                                                | 50°43′05″N 21°21′12″E/50,718056 21,353333                                      |
| 0793584 | Borków                                                                         | wieś                                                                           |                                                                                | 50°42′44″N 21°22′53″E/50,712222 21,381389                                      |
| 0793590 | Borków-Kolonia                                                                 | część wsi                                                                      | Borków                                                                         | 50°42′45″N 21°22′34″E/50,712500 21,376111                                      |
| 1018284 | Chrusty                                                                        | osada wsi                                                                      | Mydłów                                                                         | 50°42′20″N 21°21′18″E/50,705556 21,355000                                      |
| 0793578 | Daleszyce                                                                      | część wsi                                                                      | Boduszów                                                                       | 50°42′57″N 21°21′01″E/50,715833 21,350278                                      |
| 0794260 | Dąbrowa                                                                        | część wsi                                                                      | Ujazd                                                                          | 50°42′42″N 21°18′18″E/50,711667 21,305000                                      |
| 0793609 | Dziewiątle                                                                     | wieś                                                                           |                                                                                | 50°41′45″N 21°12′16″E/50,695833 21,204444                                      |
| 0793644 | Garbowice                                                                      | wieś                                                                           |                                                                                | 50°42′06″N 21°24′11″E/50,701667 21,403056                                      |
| 0793650 | Garbowice-Kolonia                                                              | kolonia wsi                                                                    | Garbowice                                                                      | 50°42′32″N 21°24′19″E/50,708889 21,405278                                      |
| 0794365 | Góra Wygiełzowska                                                              | część wsi                                                                      | Wygiełzów                                                                      | 50°41′38″N 21°14′18″E/50,693889 21,238333                                      |
| 0793667 | Gryzikamień                                                                    | wieś                                                                           |                                                                                | 50°42′14″N 21°15′22″E/50,703889 21,256111                                      |
| 0794299 | Haliszka                                                                       | przysiółek wsi                                                                 | Ujazd                                                                          | 50°43′19″N 21°17′46″E/50,721944 21,296111                                      |
| 0793673 | Iwaniska                                                                       | osada                                                                          | Iwaniska                                                                       | 50°43′52″N 21°16′41″E/50,731111 21,278056                                      |
| 0793710 | Jastrzębska Wola                                                               | wieś                                                                           |                                                                                | 50°43′21″N 21°11′02″E/50,722500 21,183889                                      |
| 0793727 | Jastrzębska Wola-Kolonia                                                       | część wsi                                                                      | Jastrzębska Wola                                                               | 50°43′58″N 21°10′33″E/50,732778 21,175833                                      |
| 0794106 | Józefin                                                                        | część wsi                                                                      | Skolankowska Wola                                                              | 50°42′46″N 21°12′06″E/50,712778 21,201667                                      |
| 0793779 | Kamieniec                                                                      | wieś                                                                           |                                                                                | 50°42′01″N 21°22′11″E/50,700278 21,369722                                      |
| 0794394 | Kamienna Góra                                                                  | osada wsi                                                                      | Wzory                                                                          | 50°42′55″N 21°15′35″E/50,715278 21,259722                                      |
| 1018290 | Kolonie                                                                        | część wsi                                                                      | Dziewiątle                                                                     | 50°41′47″N 21°12′51″E/50,696389 21,214167                                      |
| 0793785 | Kolonie                                                                        | część wsi                                                                      | Kamieniec                                                                      | 50°42′24″N 21°21′37″E/50,706667 21,360278                                      |
| 0794030 | Kolonie                                                                        | część wsi                                                                      | Przepiórów                                                                     | 50°42′39″N 21°23′25″E/50,710833 21,390278                                      |
| 0793874 | Kolonie Kujawskie                                                              | część wsi                                                                      | Kujawy                                                                         | 50°41′26″N 21°20′47″E/50,690556 21,346389                                      |
| 0794313 | Konstantynów                                                                   | część wsi                                                                      | Wojnowice                                                                      | 50°45′13″N 21°15′58″E/50,753611 21,266111                                      |
| 0794164 | Kopanina                                                                       | przysiółek wsi                                                                 | Stobiec                                                                        | 50°44′46″N 21°14′17″E/50,746111 21,238056                                      |
| 0793800 | Kopiec                                                                         | wieś                                                                           |                                                                                | 50°42′30″N 21°20′24″E/50,708333 21,340000                                      |
| 0794052 | Krasków                                                                        | przysiółek wsi                                                                 | Przepiórów                                                                     | 50°41′34″N 21°23′21″E/50,692778 21,389167                                      |
| 0793822 | Krępa                                                                          | wieś                                                                           |                                                                                | 50°43′52″N 21°20′26″E/50,731111 21,340556                                      |
| 0793839 | Krępa Dolna                                                                    | część wsi                                                                      | Krępa                                                                          | 50°43′57″N 21°20′48″E/50,732500 21,346667                                      |
| 0793845 | Krępa Górna                                                                    | część wsi                                                                      | Krępa                                                                          | 50°43′52″N 21°19′53″E/50,731111 21,331389                                      |
| 0793851 | Kujawy                                                                         | wieś                                                                           |                                                                                | 50°41′29″N 21°20′27″E/50,691389 21,340833                                      |
| 0793940 | Łopacianka                                                                     | część wsi                                                                      | Marianów                                                                       | 50°42′09″N 21°13′57″E/50,702500 21,232500                                      |
| 0793905 | Łopatno                                                                        | wieś                                                                           |                                                                                | 50°41′36″N 21°15′35″E/50,693333 21,259722                                      |
| 0793911 | Łopatno-Kolonia                                                                | część wsi                                                                      | Łopatno                                                                        | 50°41′27″N 21°15′25″E/50,690833 21,256944                                      |
| 0793934 | Marianów                                                                       | wieś                                                                           |                                                                                | 50°42′05″N 21°13′32″E/50,701389 21,225556                                      |
| 0794201 | Markowszczyzna                                                                 | osada wsi                                                                      | Tęcza                                                                          | 50°43′39″N 21°19′17″E/50,727500 21,321389                                      |
| 0793733 | Michałów                                                                       | część wsi                                                                      | Jastrzębska Wola                                                               | 50°43′03″N 21°10′22″E/50,717500 21,172778                                      |
| 0794112 | Michałów                                                                       | część wsi                                                                      | Skolankowska Wola                                                              | 50°43′15″N 21°12′50″E/50,720833 21,213889                                      |
| 0793791 | Minków                                                                         | przysiółek wsi                                                                 | Kamieniec                                                                      | 50°41′43″N 21°21′37″E/50,695278 21,360278                                      |
| 0793957 | Młynki                                                                         | część wsi                                                                      | Marianów                                                                       | 50°42′47″N 21°13′30″E/50,713056 21,225000                                      |
| 0793970 | Mydłowiec                                                                      | część wsi                                                                      | Mydłów                                                                         | 50°43′50″N 21°22′13″E/50,730556 21,370278                                      |
| 0793963 | Mydłów                                                                         | wieś                                                                           |                                                                                | 50°43′35″N 21°22′47″E/50,726389 21,379722                                      |
| 0793986 | Mydłów-Kolonia                                                                 | część wsi                                                                      | Mydłów                                                                         | 50°43′59″N 21°23′09″E/50,733056 21,385833                                      |
| 0793816 | Niwa Kopieczna                                                                 | część wsi                                                                      | Kopiec                                                                         | 50°42′41″N 21°20′49″E/50,711389 21,346944                                      |
| 0794017 | Nowa Łagowica                                                                  | wieś                                                                           |                                                                                | 50°42′25″N 21°09′46″E/50,706944 21,162778                                      |
| 0794320 | Nowa Wieś                                                                      | część wsi                                                                      | Wojnowice                                                                      | 50°44′59″N 21°16′21″E/50,749722 21,272500                                      |
| 0793756 | Odcinki                                                                        | osada wsi                                                                      | Jastrzębska Wola                                                               | 50°43′17″N 21°10′47″E/50,721389 21,179722                                      |
| 0794276 | Oporów                                                                         | część wsi                                                                      | Ujazd                                                                          | 50°42′27″N 21°17′42″E/50,707500 21,295000                                      |
| 0794075 | Oporówek                                                                       | część wsi                                                                      | Radwan                                                                         | 50°42′05″N 21°17′57″E/50,701389 21,299167                                      |
| 0793740 | Pipała                                                                         | część wsi                                                                      | Jastrzębska Wola                                                               | 50°43′09″N 21°10′03″E/50,719167 21,167500                                      |
| 0794218 | Planta                                                                         | przysiółek wsi                                                                 | Tęcza                                                                          | 50°44′09″N 21°18′10″E/50,735833 21,302778                                      |
| 0793680 | Płaszczyzna                                                                    | osada osady                                                                    | Gryzikamień                                                                    | 50°42′37″N 21°16′53″E/50,710278 21,281389                                      |
| 0794336 | Podgórze                                                                       | część wsi                                                                      | Wojnowice                                                                      | 50°44′56″N 21°17′15″E/50,748889 21,287500                                      |
| 0793880 | Podlas                                                                         | część wsi                                                                      | Kujawy                                                                         | 50°41′43″N 21°19′54″E/50,695278 21,331667                                      |
| 0793696 | Podlesie                                                                       | przysiółek osady                                                               | Iwaniska                                                                       | 50°42′58″N 21°17′17″E/50,716111 21,288056                                      |
| 0793762 | Podlesie                                                                       | przysiółek wsi                                                                 | Jastrzębska Wola                                                               | 50°43′49″N 21°10′24″E/50,730278 21,173333                                      |
| 0794402 | Podzaldów                                                                      | przysiółek wsi                                                                 | Wzory                                                                          | 50°44′10″N 21°15′40″E/50,736111 21,261111                                      |
| 0794419 | Poręba                                                                         | osada wsi                                                                      | Wzory                                                                          | 50°43′28″N 21°15′15″E/50,724444 21,254167                                      |
| 0794170 | Poręba                                                                         | przysiółek wsi                                                                 | Stobiec                                                                        | 50°44′08″N 21°13′52″E/50,735556 21,231111                                      |
| 0794023 | Przepiórów                                                                     | wieś                                                                           |                                                                                | 50°42′13″N 21°23′16″E/50,703611 21,387778                                      |
| 0794069 | Radwan                                                                         | wieś                                                                           |                                                                                | 50°41′44″N 21°18′16″E/50,695556 21,304444                                      |
| 0794081 | Radwanówek                                                                     | przysiółek wsi                                                                 | Radwan                                                                         | 50°41′56″N 21°18′46″E/50,698889 21,312778                                      |
| 0793621 | Rudki                                                                          | część wsi                                                                      | Dziewiątle                                                                     | 50°41′45″N 21°12′04″E/50,695833 21,201111                                      |
| 0794000 | Rudki                                                                          | osada wsi                                                                      | Mydłów                                                                         | 50°43′10″N 21°23′37″E/50,719444 21,393611                                      |
| 0794098 | Skolankowska Wola                                                              | wieś                                                                           |                                                                                | 50°43′33″N 21°12′09″E/50,725833 21,202500                                      |
| 0794247 | Sławota                                                                        | osada wsi                                                                      | Toporów                                                                        | 50°43′03″N 21°20′15″E/50,717500 21,337500                                      |
| 0794224 | Sobiekurów                                                                     | przysiółek wsi                                                                 | Tęcza                                                                          | 50°44′53″N 21°18′47″E/50,748056 21,313056                                      |
| 0794129 | Stara Łagowica                                                                 | wieś                                                                           |                                                                                | 50°42′47″N 21°08′40″E/50,713056 21,144444                                      |
| 0794046 | Stara Wieś                                                                     | część wsi                                                                      | Przepiórów                                                                     | 50°42′18″N 21°23′17″E/50,705000 21,388056                                      |
| 0794342 | Stara Wieś                                                                     | część wsi                                                                      | Wojnowice                                                                      | 50°45′02″N 21°16′40″E/50,750556 21,277778                                      |
| 0794135 | Stobiec                                                                        | wieś                                                                           |                                                                                | 50°44′41″N 21°14′33″E/50,744722 21,242500                                      |
| 0794187 | Stobiec-Kolonie                                                                | kolonia wsi                                                                    | Stobiec                                                                        | 50°44′38″N 21°14′22″E/50,743889 21,239444                                      |
| 0794141 | Stobiec-Wieś                                                                   | część wsi                                                                      | Stobiec                                                                        | 50°44′37″N 21°14′41″E/50,743611 21,244722                                      |
| 0793928 | Świnia Krzywda                                                                 | część wsi                                                                      | Łopatno                                                                        | 50°41′49″N 21°16′55″E/50,696944 21,281944                                      |
| 0793897 | Tadysów                                                                        | część wsi                                                                      | Kujawy                                                                         | 50°41′49″N 21°21′16″E/50,696944 21,354444                                      |
| 0794193 | Tęcza                                                                          | wieś                                                                           |                                                                                | 50°43′49″N 21°18′57″E/50,730278 21,315833                                      |
| 0794230 | Toporów                                                                        | wieś                                                                           |                                                                                | 50°43′18″N 21°19′46″E/50,721667 21,329444                                      |
| 0793992 | Trzeszczeniec                                                                  | część wsi                                                                      | Mydłów                                                                         | 50°43′03″N 21°23′53″E/50,717500 21,398056                                      |
| 0794253 | Ujazd                                                                          | wieś                                                                           |                                                                                | 50°42′46″N 21°18′39″E/50,712778 21,310833                                      |
| 0794282 | Ujazd-Kolonia                                                                  | część wsi                                                                      | Ujazd                                                                          | 50°42′39″N 21°18′40″E/50,710833 21,311111                                      |
| 0794307 | Wojnowice                                                                      | wieś                                                                           |                                                                                | 50°44′57″N 21°16′47″E/50,749167 21,279722                                      |
| 0794359 | Wygiełzów                                                                      | wieś                                                                           |                                                                                | 50°41′45″N 21°14′29″E/50,695833 21,241389                                      |
| 0794388 | Wzory                                                                          | wieś                                                                           |                                                                                | 50°43′24″N 21°14′44″E/50,723333 21,245556                                      |
| 0793704 | Zabłocie                                                                       | przysiółek osady                                                               | Iwaniska                                                                       | 50°44′09″N 21°16′51″E/50,735833 21,280833                                      |
| 0794158 | Zagościniec                                                                    | część wsi                                                                      | Stobiec                                                                        | 50°44′52″N 21°14′23″E/50,747778 21,239722                                      |
| 0794371 | Zagrody                                                                        | część wsi                                                                      | Wygiełzów                                                                      | 50°42′04″N 21°14′44″E/50,701111 21,245556                                      |
| 0794431 | Zaldów                                                                         | wieś                                                                           |                                                                                | 50°44′19″N 21°16′19″E/50,738611 21,271944                                      |
| 0793638 | Zamajdanie                                                                     | część wsi                                                                      | Dziewiątle                                                                     | 50°42′32″N 21°11′11″E/50,708889 21,186389                                      |
| 0794425 | Zielonka                                                                       | przysiółek wsi                                                                 | Wzory                                                                          | 50°43′44″N 21°14′51″E/50,728889 21,247500                                      |
| Źródła: Wykaz urzędowych nazw miejscowości i ich części (xls),Dz.U. z 2013 r. poz. 200 oraz Dz.U. z 2015 r. poz. 1636, Zbiory danych państwowego rejestru nazw geograficznych -2025-06-15 |                                                                                |                                                                                |                                                                                |                                                                                |

## Sołectwa
Boduszów, Borków, Dziewiątle, Garbowice, Gryzikamień, Iwaniska, Jastrzębska Wola, Kamieniec, Kopiec, Kujawy, Krępa, Łopatno, Marianów, Mydłów, Nowa Łagowica, Przepiórów, Radwan, Skolankowska Wola, Stobiec, Stara Łagowica, Toporów, Tęcza, Ujazd, Wojnowice, Wzory, Wygiełzów, Zaldów.

## Pozostałe miejscowości
Planta, Sobiekurów, Haliszka, Zielonka, Kamienna Góra, Podzaldów

## Sąsiednie gminy
Baćkowice, Bogoria, Klimontów, Lipnik, Łagów, Opatów, Raków